# Ernesto de la Guardia (diplomático)
Ernesto Luis Enrique de la Guardia (Buenos Aires, 1925-ibídem, 4 de junio de 2002) fue un diplomático argentino, que se desempeñó como Secretario de Relaciones Exteriores de la Nación en 1989 y como embajador en Yugoslavia, Turquía, Unión Soviética y Japón.

## Biografía
Asistió al Colegio Nacional de Buenos Aires y luego estudió abogacía en la Facultad de Derecho y Ciencias Sociales de la Universidad de Buenos Aires, graduándose en 1949. Ingresó al servicio exterior en 1954. También asistió a la Academia de Derecho Internacional de La Haya.
De 1966 a 1969 se desempeñó como consejero legal del Ministerio de Relaciones Exteriores y Culto. Integró las delegaciones argentinas en la Conferencia de las Naciones Unidas sobre el Derecho de los Tratados en Viena, en la Tercera Conferencia de Naciones Unidas sobre Derecho del Mar en Nueva York y en la Conferencia de las Naciones Unidas contra el Tráfico Ilícito de Estupefacientes y Sustancias Sicotrópicas. También fue agente argentino en el arbitraje británico por el conflicto del Beagle. Entre 1970 y 1971 fue ministro plenipotenciario en la misión argentina ante las Naciones Unidas.
En 1971 el presidente de facto Alejandro Agustín Lanusse lo designó embajador en Yugoslavia, ocupando el puesto hasta 1976. Entre 1979 y 1981, durante la presidencia de facto de Jorge Rafael Videla, fue embajador en Turquía. En 1981, el presidente de facto Roberto Eduardo Viola lo nombró embajador en la Unión Soviética, desempeñando el cargo hasta 1985. Entre 1986 y 1989 fue representante argentino en la Comisión Administradora del Río de la Plata (CARP).
Durante los últimos meses de la presidencia de Raúl Alfonsín, cuando Susana Ruiz Cerutti asumió como Ministra de Relaciones Exteriores y Culto, De la Guardia se desempeñó de forma interina como Secretario de Relaciones Exteriores (vicecanciller). Previamente, fue subsecretario de Política Exterior.
En la presidencia de Carlos Menem, fue embajador en Japón desde 1989 hasta 1993, cuando se retiró del servicio exterior. En ese período embajador concurrente en Vietnam.
Fue miembro fundador del Consejo Argentino para las Relaciones Internacionales (CARI).
Falleció en junio de 2002 a los 77 años.

## Obra
- El derecho de los Tratados y la Convención de Viena de 1969, Editorial La Ley, Buenos Aires, 1970 (junto con Marcelo Delpech).